# Província d'Antananarivo
Antananarivo és, alhora, una de les províncies de Madagascar i la seva capital amb una àrea de 58.283 km². Té una població de 4.580.788 habitants (juliol 2001). La seva capital és Antananarivo.

## Divisió administrativa
| - 1. Ambatolampy - 2. Ambohidratrimo - 3. Andramasina - 4. Anjozorobe - 5. Ankazobe - 6. Antananarivo-Atsimondrano - 7. Antananarivo-Avaradrano - 8. Antananarivo-Renivohitra - 9. Antanifotsy - 10. Antsirabe Rural | - 11. Antsirabe Urban - 12. Arivonimamo - 13. Betafo - 14. Faratsiho - 15. Fenoarivobe - 16. Manjakandriana - 17. Miarinarivo - 18. Soavinandriana - 19. Tsiroanomandidy |